# Histoire de la Guyane
Cette article concerne la Guyane française, et non les autres Guyanes
L'histoire de la Guyane française est complexe et partiellement connue. Les premiers occupants de ce territoire sont amérindiens. À partir de l'arrivée des colons européens et de leurs esclaves africains, elle s'intègre dans l'histoire de France, francophone et panafricaine et de l'Amérique du Sud. La pluralité linguistique encore présente atteste de cette diversité et ancre sa place dans le monde créole depuis au moins le XVIIe siècle.

## Histoire ancienne

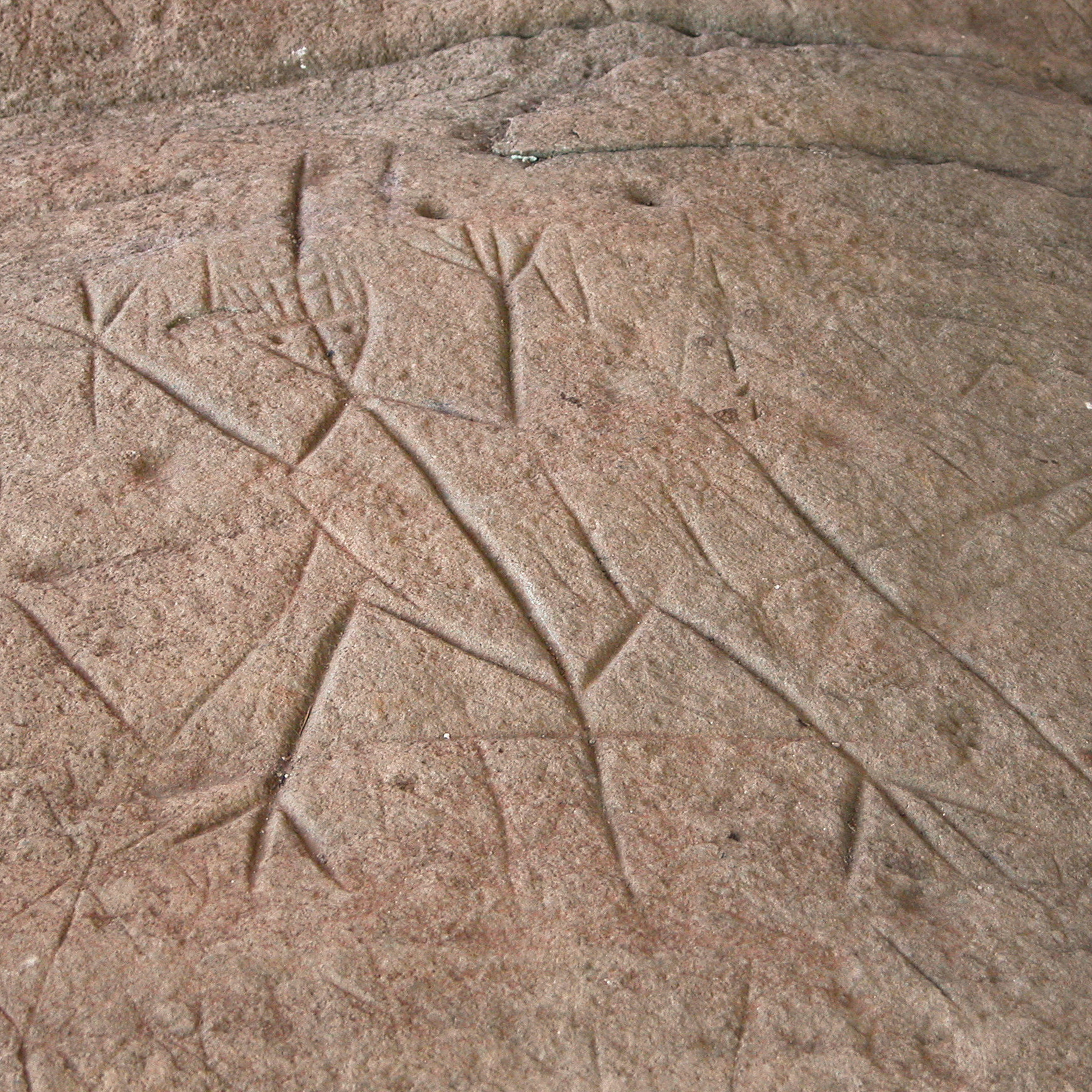
Roches gravées de la Carapa.

Datant du VIe millénaire av. J.-C., les premières traces de peuples amérindiens sont des poteries, des gravures rupestres et des polissoirs. Les descendants de ces peuples seraient les peuples autochtones Tekos et Wayampi, parlant le tupi-guarani. Ces premiers peuples amérindiens auraient commencé le processus de création des terres fertiles de Terra preta. Quelques millénaires plus tard, cette transformation des sols permet l'établissement de populations aux densités plus élevées[réf. nécessaire].
À la fin du IIIe siècle, venus de l’ouest et du sud, les indiens Arawak et Palikurs, probablement originaires d’Amazonie, arrivent sur le littoral et chassent les premiers habitants. Ils parlent des langues de la famille linguistique arawak.
À la fin du VIIIe siècle, des indiens Kalinago (Caraïbes), les peuples Kali'na (ou Galibis) et Wayana occupent à leur tour les littoraux et l'est de l'actuelle Guyane, ils parlent le caribe.
Plusieurs dizaines de nations amérindiennes ont conjointement ou successivement peuplé la Guyane et l'actuel État brésilien de l'Amapá depuis 400 ans. On pense notamment aux porteurs de la culture Aristé.
Des indices archéo-historiques[Lesquels ?] font penser qu'au XVIe siècle, une partie au moins des sous-groupes qui vont constituer les Wayana, vivait au Nord de l'Amazone. Au début du XVIIIe siècle, remontant progressivement le Paru de leste et le Jari, ils semblent avoir absorbé des peuples de chasseurs cueilleurs (dont Upurui et Opagwana). Les Wayampi sont cités par les Portugais au XVIIe siècle comme occupant les rives du Rio Xingu au sud de l'Amazone, qu'ils semblent avoir franchi en vagues successives après 1720.
Au XVIIIe siècle, deux nations amérindiennes remontent vers le nord, alors que les envahisseurs venus d'outre-mer colonisent l'Amérique du Sud, amenant armes et microbes inconnus sur ce continent. C'est le temps de la colonisation qui arrive.

## Arrivée des Européens (1498-1500)
Le 5 août 1498, au cours de son troisième voyage, Christophe Colomb longe pour la première fois les côtes de la Guyane. Des populations indigènes amérindiennes occupent le littoral, et sont estimées à environ 30 000 Amérindiens pour la Guyane française, au siècle suivant, ils ne sont plus que 25 000[réf. nécessaire].
À l'hiver 1500, le capitaine espagnol Vicente Yáñez Pinzón (1460c-1523), qui avait accompagné Christophe Colomb (1451-1506) lors de son premier voyage et qu'une tempête jette le 26 janvier dans le delta de l’Amazone, reconnaît la côte portugaise jusqu'à l'Orénoque, future frontière de la Guyane.
Les Guyanes n'étant pas concernées par le traité de Tordesillas de 1494 qui traçait les limites territoriales entre l'Espagne et le Portugal, vers 1503, un premier groupe de colons français se serait installé dans l’île de Cayenne pendant quelques années[réf. nécessaire].

## XVIIesiècle

### Premières tentatives de colonies (c. 1600-1650)
De 1604 à 1652, des tentatives de colonisation ont lieu. En 1604, le capitaine Daniel de La Touche, seigneur de la Ravardière est le premier Français à faire une reconnaissance sérieuse de la Guyane. Le pays est alors appelé France équinoxiale. La première "France équinoxiale" (1612-1615) 
En 1608, le britannique Robert Thornton (it), au service du Grand-duché de Toscane, tente d'établir en 1608-1609 une colonie entre Orénoque et Oyapock, du côté de la future Cayenne : expédition Thornton (it).
De 1616 à 1626, des colonies permanentes néerlandaises s'installent sur les estuaires des fleuves Essequibo (colonie d'Essequibo), Berbice (colonie de Berbice) et Demerara (colonie de Démérara). En 1630 des Britanniques s'implantent à l'embouchure du fleuve Suriname.
En 1624, le roi de France Louis XIII ordonne l’installation des premiers colons originaires de Normandie et en 1626, le cardinal de Richelieu autorise la colonisation de la Guyane. En 1630, une nouvelle colonie s’installe sur les rives du Sinnamary sous les ordres de Constant d'Aubigné. En 1638, le cardinal de Richelieu confie au capitaine Bontemps le soin de coloniser les territoires de Guyane avec 1 200 Français.
En 1643, le Français Charles Poncet de Brétigny de la Compagnie de Rouen rejoint les premiers colons à la tête d'un groupe de 400 nouveaux colons. Il achète aux indiens Galibis une colline à l'embouchure de la rivière Cayenne et lui donne le nom de « mont Cépérou », du nom du chef indien. Il y fait bâtir un petit village et le fort Cépérou qui deviendra Cayenne. Il a recours aux persécutions et humiliations contre les Indiens autochtones qui finissent par se révolter. En 1643, Bretigny introduit l'esclavage, et sa colonie française est détruite quand revient le capitaine Mirbaut en 1647 avec du ravitaillement, des Capucins et le Sieur de la Forest, nouveau commandeur. En 1647, une deuxième expédition pour récupérer le fort est menée par le Sieur d’Ormeilles mais le capitaine du vaisseau l'abandonne pour aller aux
Antilles et en 1648, il ne reste plus que vingt-cinq colons français.

### Première guerre anglo-néerlandaise(1652-1654), première population d'origine africaine
« première guerre anglo-néerlandaise »
La première population d'origine africaine à Cayenne est constatée au début des années 1650, période d'arrivée des Français dans le sillage des patentes données par le Roi de France en 1651 à la Compagnie de Jésus pour s'installer aux îles, et de la création en septembre 1651 de la Compagnie de Paris, chargée par le roi de développer la culture du sucre. Mais ces premiers africains sont d'origine anglaise, à l'époque où l'essor sucrier de la Barbade anglaise, où sont réfugiés de nombreux partisans du roi Charles II, est stoppé par les conflits religieux et militaires. Face aux menaces d'Oliver Cromwell d'organiser le blocus de cette île, qu'il exécute fin 1650 avant de s'en prendre à ses partenaires commerciaux hollandais, Anthony Rowse en était parti, envoyé par le gouverneur Lord Willoughby fonder une autre colonie dans l'actuel Suriname. C'est Fort Willoughby, où l'esclavage sera d'abord développé par cette importante colonie anglaise, à l'embouchure de la rivière Surinam lieu du futur Paramaribo, où vivait déjà depuis deux ans un colon isolé et sa famille du nom de Jacob Enoch en bonne amitié avec les indigènes.
Après avoir négocié avec les chefs amérindiens, Anthony Rowse y avait installé dès 1650 cinq cents plantations de sucre où travaillaient 1 000 blancs, aidés par 2 000 esclaves noirs venus de la Barbade anglaise.
La première guerre anglo-néerlandaise, démarrée le 10 juillet 1652, gêne ensuite le commerce sucrier anglais et fait monter les cours du sucre car elle s'ajoute à l'effondrement du Brésil hollandais.
Côté français, à 300 km au sud-est, l'année 1652 est alors le théâtre de deux grandes expéditions, préparées dès l'année précédente, par la Compagnie de Rouen, une soixante d'hommes partis en février 1652 avec Huet de Navarre, ancien capitaine de Poncet, puis par la Compagnie de Paris, appelée aussi "Compagnie de la France équinoxiale ou de la Terre-Ferme d'Amérique", fondée en septembre 1651 par les Sieurs Balthazar Le Roux de Royville et Du Plessis.
La compagnie des « douze seigneurs » de la Compagnie de Paris recrute 500 soldats et autant d'ouvriers, embarqués au "pont Rouge de Paris", (l'actuel pont Royal) le 18 mai 1652. Partis du Havre le 2 juillet 1652 29 septembre 1652, ils débarquent à 800 hommes à la pointe du Mahury et y trouvent les survivants.
En octobre 1652, quelques semaines après leur arrivée, sur une autre rivière, les colons français menés par le capitaine Duplessis capturent un navire anglais à bord duquel se trouvaient 14 esclaves s'exprimant dans une langue de base lexicale portugaise, et disant avoir tous été capturés sur la même plantation à "Fernanbouch",, c'est-à-dire le Pernambouc brésilien alors détenu par les Hollandais, sur fond de première guerre anglo-néerlandaise.
Mal préparés et pénalisés par les erreurs des tentatives françaises précédentes, surdimensionnées et prosélytes, ces colons sont rapidement décimés par les fièvres et des guerres avec les Indiens Galibi. Les survivants fuient vers le Suriname le 27 décembre 1653, selon le témoignage publié en 1664, douze ans après, par l'un d'eux, le père Antoine Biet, pour aller à la Barbade puis leur destination finale, les Antilles françaises.
Un troisième projet de colonisation de Cayenne sera l’œuvre de Pierre de la Vigne et Sieur de la Poterie, de la Compagnie de la Terre Ferme de l’Amérique méridionale. La flotte arrive bien en Martinique mais s’installe finalement au Vénézuéla espagnol, dans l’embouchure de l’Orénoque en 1656.

### Trois colonies hollandaises à Cayenne (1660)
Au début de 1654, après la perte du Brésil hollandais, un groupe de Néerlandais du Brésil aurait atteint Cayenne, avec des esclaves, mais le manque de provisions et de bateaux qui a suivi la chute de Récife en janvier 1654 rend cette théorie improbable. C'est vers 1660, six ans après que sont arrivés d'Amsterdam, quelques rares anciens du Brésil hollandais.
En 1655, la Chambre d’Amsterdam de la Compagnie des Indes occidentales (WIC) donne le patronage de Cayenne au commerçant d’Amsterdam Jan Claes Langedijck, en liens avec Nieuw-Nederland (New York). Il a aussi un agent sur l’île anglaise de la Barbade, chroniquement en manque de victuailles et matières premières, d'où il voyage deux fois vers Cayenne en juillet 1651 et février 1652, où il noue des bonnes relations avec les Amérindiens puis observe la fuite des Français en décembre 1653. Il ne s'installe à Cayenne qu'en 1656 dans les ruines d'un vieux comptoir français qu’il baptise Fort Nassau. Le pilote de son navire défriche des terrains avec les indigènes, payés en couteaux. En 1658, il tente de recruter des colons à Amsterdam, échoue, et doit recourir à 30 ou 35 garçons d’orphelinats, en se plaçant au service de la WIC d’Amsterdam. Revenu fin 1659, il découvre que deux autres expéditions font aussi voile vers Cayenne : la WIC a envoyé au même moment un autre hollandais, l'architecte et diplomate Balthazar Gerbier, qui avait travaillé au service du roi Charles Ier d'Angleterre. Il veut creuser une mine sur la Montagne d’Argent et installer d’autres colons sur le bas Approuague afin de planter du tabac. Il arme le navire "St Jean Evangelist", qui arrive en janvier 1660 avec des colons et des mineurs de la « Nouvelle Compagnie de Guyane ».
Une troisième implantation est négociée par Paulo Jacomo Pinto pour que trois convois, constitués de juifs granas de Livourne puissent se réfugier au nouveau monde, de 1658 à 1659. Une partie se perd dans la Caraïbe sur l'île de Tobago, où ils dépériront et obtiendront une indemnisation puis cultiveront le cacao.
Ceux qui arrivent à Cayenne se heurtent à Langedijck. Le 10 mai 1660, Cornelis Fransen, capitaine du navire Abrahams Offerande, déclare à son retour à Amsterdam que ce dernier leur a refusé la permission de débarquer, mettant en difficulté les passagers de son navire. Langedijck demande aussi 2000 florins d'indemnités à Balthazar Gerbier, en prétextant des dégâts dans son champ de canne à sucre, tout d'abord imputés aux arrivants juifs, et tente d'extorquer le même montant sous forme de caution à tous les arrivants. Mais le Capitaine Van Dalen, arrivé début janvier 1660 sur un autre navire de l'expédition, le Het landt van Beloften souligne qu'il a en fait très peu de cultures, son établissement ne comptant qu'une trentaine de personnes. Le navire "L’Eendracht" arrive le 17 février 1660 avec des mineurs pour Balthazar Gerbier, déposés cette fois directement à la Montagne d’Argent. À la suite d'une querelle, une partie de ces colons qui ne veulent plus devenir mineurs le poursuivent à Cayenne jusqu'à la maison de Langedijck, tuent sa fille, puis sont arrêtés et expulsés.
Les juifs de Livourne ont entre-temps tenté de s'implanter sur la terre ferme, mais en juillet 1660, le navire "St Mattheus" arrive avec de nouveaux ordres de la WIC répondant à leurs plaintes: Langedijck doit accepter leur présence. Après cette intervention de la WIC, les juifs de Livourne fondent ainsi une autre colonie néerlandaise sur l’île de Cayenne, mais dans l’Anse de Rémire, avec des actionnaires d’Amsterdam, Abraham Cohen et Antonio Luis.
Ces Juifs de Livourne, ou juifs à Livourne ont afflué dans le port italien en raison des persécutions subies à Oran, alors sous contrôle espagnol. Egalement en 1660, ils s'implantent aussi sur site de Thorarica, habité par des juifs hollandais dès les années 1620 et à Nieuw Middelburg, dans le territoire d'Essequibo (actuel Guyana) sur cinq hectares de terres non loin du fleuve Suriname, formant le village de Cassipora, du nom de la crique où il se situe ou sera retrouvé le plus vieux cimetière juif de la colonie dont l'épitaphe la plus ancienne date de 1666.
A Cayenne, un peu plus tard, d’autres marchands juifs arrivent. En 1660, la famille d’Abraham Drago d’Amsterdam signe un contrat avec Gabriel Lavella (Drago) pour cultiver la terre avec des esclaves. David Cohen Nassi, via contrat daté du 12 septembre 1659, avait fondé cette colonie de 200 à 300 personnes, dotée d'une synagogue et d'un moulin à sucre à énergie hydraulique, dans la crique Rorota, appelée « Aremire », décrite par un missionnaire français, le père Jean-Baptiste Labat, et exemptée d'impôt pour ses dix premières années. Elle emploiera jusqu'à 50 esclaves, les archives évoquant un capitaine Langouillon, venu en 1660 et 1661, pour en livrer.
La WIC remplace en 1663 Langedijck, par Quirijn Spranger, ex-secrétaire du gouverneur Johan Maurits van Nassau au Pernambouc. Les archives font état d'un capitaine Langouillon, qui était sur l’Île de Cayenne, venu en 1660 et 1661, pour livrer des esclaves. Resté au Brésil jusqu’à la reddition de Recife aux Portugais en 1654 avant de revenir à Amsterdam, il est devenu partenaire des frères Sweerts, autres ex-hollandais du Brésil, installés en Guadeloupe en 1656 après être repassés par Amsterdam.
En juin ou juillet 1663, Quirijn Spranger débarque ainsi avec 190 colons à Cayenne.

### Brève conquête française (mai 1664)
La conquête française de mai 1664 est menée par Joseph-Antoine Le Febvre de La Barre (1622-1688) et Alexandre de Prouville de Tracy (1596c-1670), ex-gouverneur français de Saint-Christophe, qui s'était heurté en 1645 au gouverneur en titre. L'arrivée des Français en mai 1664 est prévue dans une société créée en 1663 pour faire pièce aux Hollandais. Elle est racontée par le journal « Hollantsche Mercurius », qui observe qu'elle suivie du retour des Hollandais aux Pays Bas via une escale à La Rochelle, en parlant de « déportation » et en décrivant une flotte de cinq vaisseaux et 1 200 colons. En réalité, un accord avec les Hollandais est trouvé : plusieurs articles du texte montrent que les Français ont accepté une présence hollandaise et la religion des Juifs, permettant à plusieurs colons hollandais de rester quelques années. Malgré l'antisémitisme de l'époque, qui insistait pour interdire la culture du sucre aux non-catholiques, une brève description de la colonie néerlandaise faite alors par Jacques-François Artur souligne que la cinquantaine de « Juifs qui avaient à eux 80 esclaves nègres » étaient les premiers parvenus à faire du sucre sur place. Cependant, les deux tiers des Juifs de Remire-Montjoly, soit environ 300 personnes, sont partis s'établir au Suriname,.
Deux transactions ont lieu. Spranger vend d'abord ses propriétés, avec les 32 esclaves restants, au français de la Barre pour 14 000 florins, générant un contentieux, répertorié aux archives municipales d’Amsterdam : le premier propriétaire, Langedijck fait appel à trois témoins attestant que Spranger s’est approprié ses biens. Parmi eux, « Bastiaen Miljou » de Paris, interprète des négociations avec Lefebvre de La Barre, venu en juin 1663 dans le même bateau que Spranger et qui confirme les spoliations effectuées par ce dernier. Puis ce sont les Jésuites français qui s'installent sur une plantation hollandaise, rachetée officiellement en 1668.

### Deuxième guerre anglo-néerlandaise(1665-1667)
Le premier essor, très progressif, de l'esclavagisme français en Guyane a lieu au moment de la deuxième guerre anglo-néerlandaise, lancée puis perdue par l'Angleterre de Charles II, sur fond de contestation violente par les colons français du monopole de la Compagnie française des Indes occidentales. La colonie a pour vocation d'exporter du roucou, de l'indigo, du coton, du café, de la vanille, des épices et des bois exotiques mais surtout de la canne à sucre mais cette dernière reste dans un premier temps à court de main d’œuvre, comme en témoigne la correspondance entre les gouverneurs successifs de la Guyane et la Cour au sujet de cette pénurie, à tel point que des historiens considéraient encore en 1960 que la traite des Noirs en Guyane n'intéresse que le XVIIIe siècle, car étant restée « pratiquement inexistante » au précédent.
Un marchand d'esclaves hollandais, Vernal, revend des esclaves, moins d'un an après la conquête française de 1664. Dans son rapport de 1666, le gouverneur observe que la colonie française en comptait en 1665 un total de 260, effectif qui va stagner pendant près de dix ans, puis monter brusquement en 1677 à 1454 esclaves.

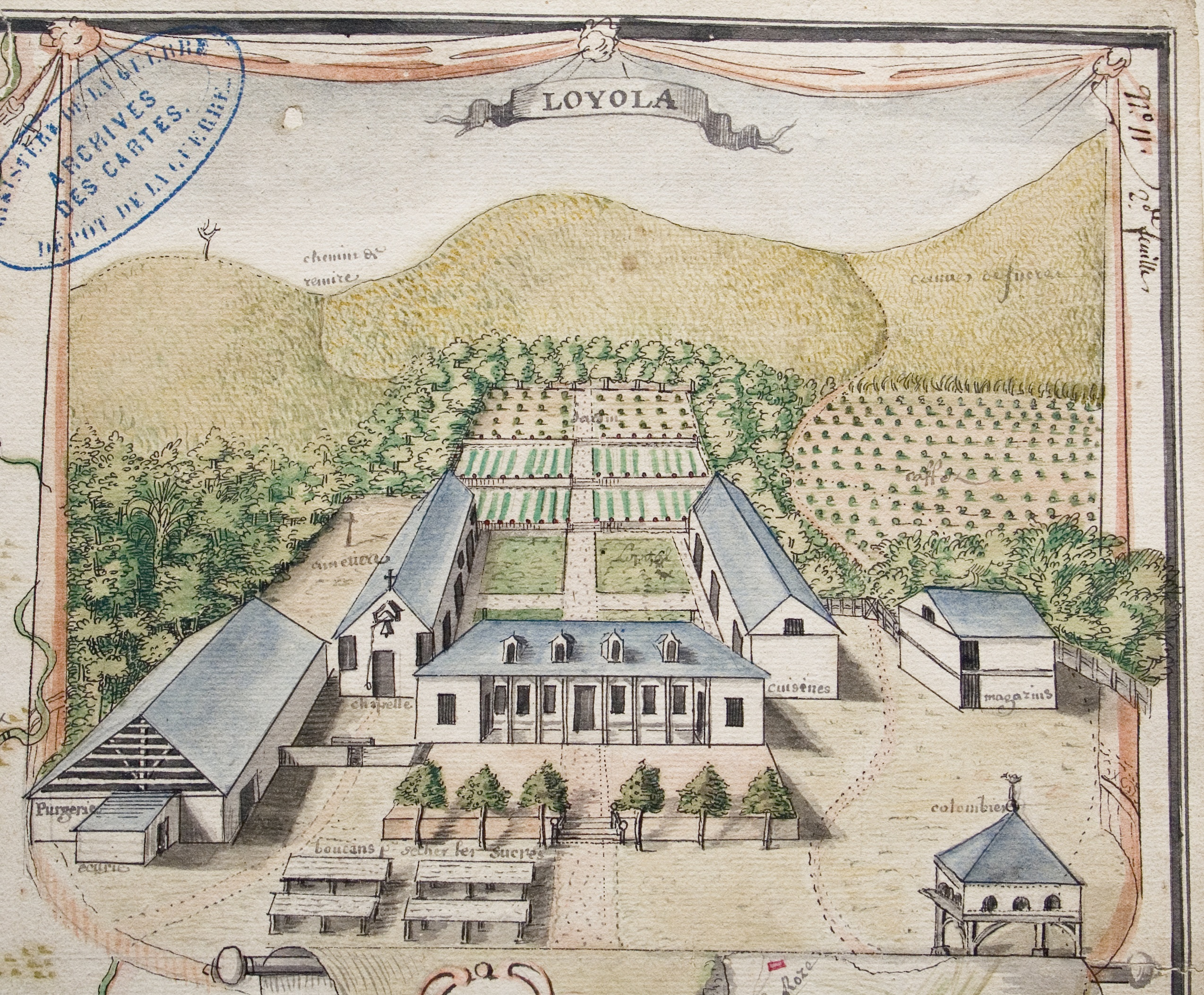
L'habitation Loyola en 1730, par Hébert.

Entre-temps, l'habitation Loyola, fondée par les Jésuites français, finalise en 1668, après la fin de la deuxième guerre anglo-néerlandaise, l'achat de la plantation d'Abraham Drago, gérée par Gabriel Lavella Drago. Les témoignages des missionnaires jésuites à la fin du XVIIe siècle font état de « missionnaire des Nègres » comme on disait en Guyane, chargés de catéchiser les esclaves à leur débarquement avant dispersion dans les habitations, dans les « langues de Guinée » que certains Jésuites maîtrisaient et jusqu'à 500 esclaves y travailleront au début du siècle suivant.
La deuxième guerre anglo-néerlandaise a vu la France s'allier aux Hollandais, qui le 27 février 1667, menés par Abraham Crijnssen et avec l'aide d'esclaves marrons cachés dans la jungle envahissent la colonie anglaise fondée puis 1650 par Anthony Rowse : Fort Willoughby est alors rebaptisé Fort Zeelandia. Puis en août 1667, sous les ordres du capitaine John Harman et son lieutenant Henry Willoughby, c'est cette colonie anglaise située à 400 km qui envahit à son tour Cayenne : Remire-Montjoly est totalement détruite. Les Anglais la pillent et embarquent la cinquantaine de Juifs présents au Suriname, où une petite communauté juive avait été accueillie par les Anglais en 1661 quand Charles II d'Angleterre, à la suite de la pétition de Caceres et Fraso, leur avait donné l’autorisation de s’installer le long du fleuve Suriname, une des artères de communication de la colonie, avec le droit de commercer, de pratiquer publiquement leur culte et de créer des beth din (tribunaux rabbiniques).
Mais le traité de Bréda concluant la guerre a déjà été signé en Europe le 31 juillet 1667: les Hollandais qui ont envahi l'estuaire de la Tamise début 1667, en profitant de la peste puis du grand incendie qui ont ravagé Londres en 1665 et 1666, en sont les grands gagnants. Souhaitant stopper l’expansionnisme anglais en Amérique du Sud et dans la Caraïbe, ils leur imposent ce traité où le Suriname devient hollandais en échange de New-York.
Le négrier hollandais Vernal ne reviendra à Cayenne, avec une seconde déportation d'Africains capturés sur la Côte des Esclaves, qu'entre 1669 et avril 1671. Entre-temps, les planteurs de Cayenne écrivent des lettres désespérées au Ministère de la Marine français pour réclamer des esclaves, reprochant, comme aux Antilles, à la Compagnie française des Indes occidentales de n'en livrer aucun. L'un d'eux, Boulais, en achète 3 à un planteur français des îles du Cap Vert. Finalement, en octobre 1672, plusieurs navires en amènent: la colonie de la presque-île de Cayenne s'étend alors au continent. Une autre plantation, fondée par le Gouverneur Antoine de Noël de la Trompe d'Or, puis revendue à sa mort en avril 1671 à Cyprien Lefebvre de la Barre, chevalier de Lézy, qui sera gouverneur en 1665-1667 puis 1669-1670, est observée par Jean Goupy des Maret, investisseur dans les moulins à sucre de Rémire.
En 1675, il y dénombre 55 esclaves. Une quinzaine d'années après, il s'intéresse à l'origine des 92 esclaves présents, dont 61 sont nés en Afrique, arrivés depuis une trentaine d'années (1660-1688) via 12 voyages différents. Il observe que l'Angola et la Côte des esclaves (Bénin) sont dominants, d'où leur parler entre eux de la langue Portugaise, probablement dès les premières années d'esclavage. Selon l'historien Gabriel Debien, le rapport du navire négrier Soleil d'Afrique qui vendit 134 esclaves à Cayenne en 1679, montre un parcours de 11 mois, dont 2 le long de la "Côte Koromantin" depuis Axim jusqu'à Accra, au cours duquel il en acheta 380 esclaves, dont 332 via seulement neuf acquisitions de plus de dix esclaves, la plus grande étant de 33. Plus de la majorité, soit 172, a été acheté dans les Forts européens (aux Danois 84, aux Anglais 78 et aux Hollandais 10).

### Reprise de Cayenne par d'Estrées (décembre 1676)

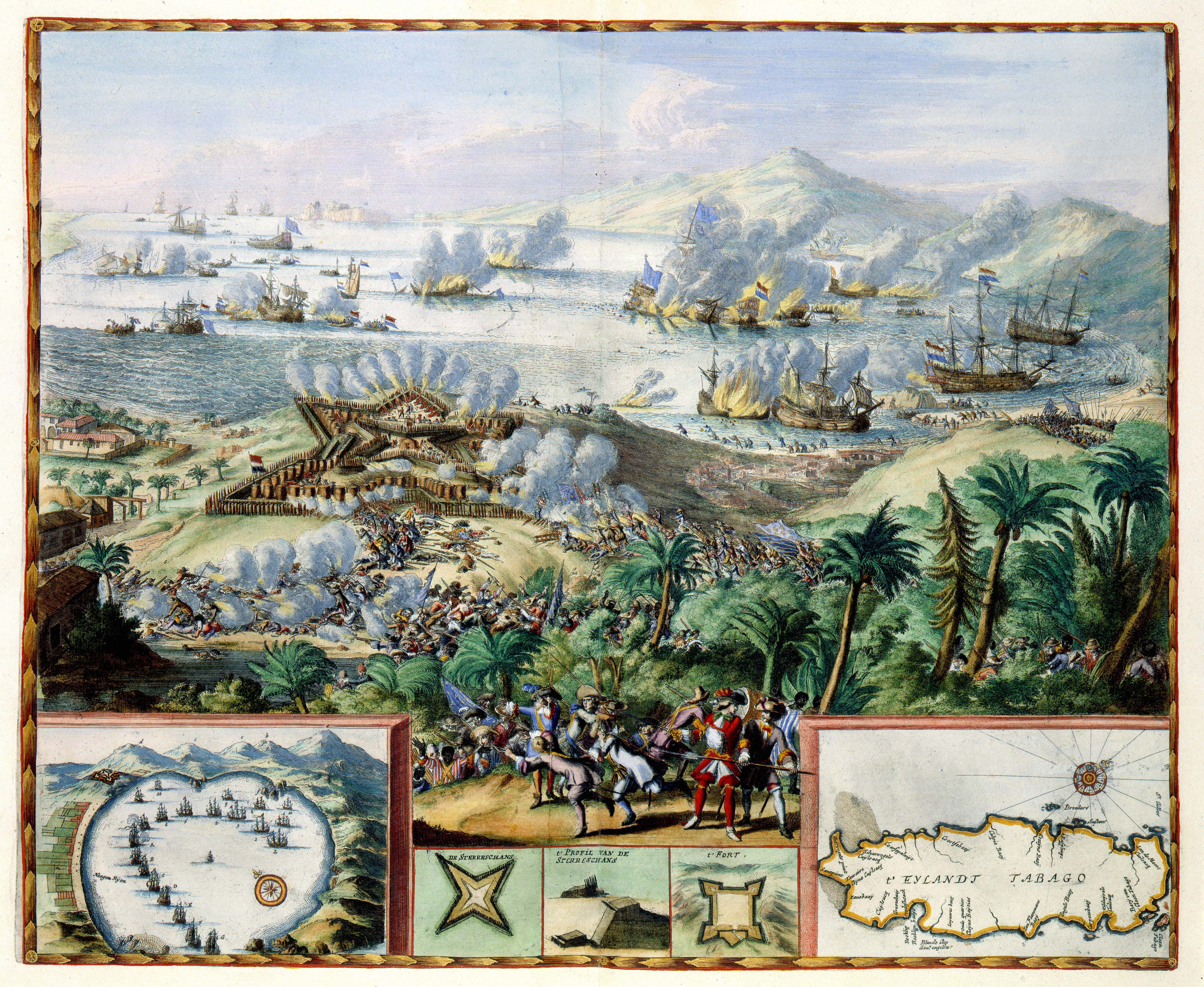
Première bataille de Tobago, 3 mars 1677 (gravure néerlandaise d'époque).

Les Néerlandais prennent temporairement les établissements français de Guyane en 1676. L'amiral français d'Estrées reconquiert la même année le Suriname pour le compte de la France. Durant l'été 1676, d'Estrées se rend auprès du roi et suggère d'urgence d'armer des navires contre les possessions hollandaises situées aux Indes occidentales. La flotte hollandaise commandée par Jacob Binckes avait pris Cayenne en mars 1676 et avait ensuite repris Tobago aux Anglais, puis continué sa route vers le nord, pillant les comptoirs français de Saint-Domingue et Marie-Galante au profit de Tobago, où étaient stationnés 200 soldats. En octobre, d'Estrées appareille depuis Brest avec quatre vaisseaux de cinquante canons et quatre frégates armées, comprenant 400 hommes. Les noms des navires sont le Glorieux, navire amiral, le Fendant, le Laurier, le Soleil d'Afrique, l'Intrépide commandé par Louis Gabaret, le Marquis, la Friponne et la Fée. Le 21 décembre, ils reprennent Cayenne, de nuit

### Les pertes de la Guerre de la Ligue d'Augsbourg

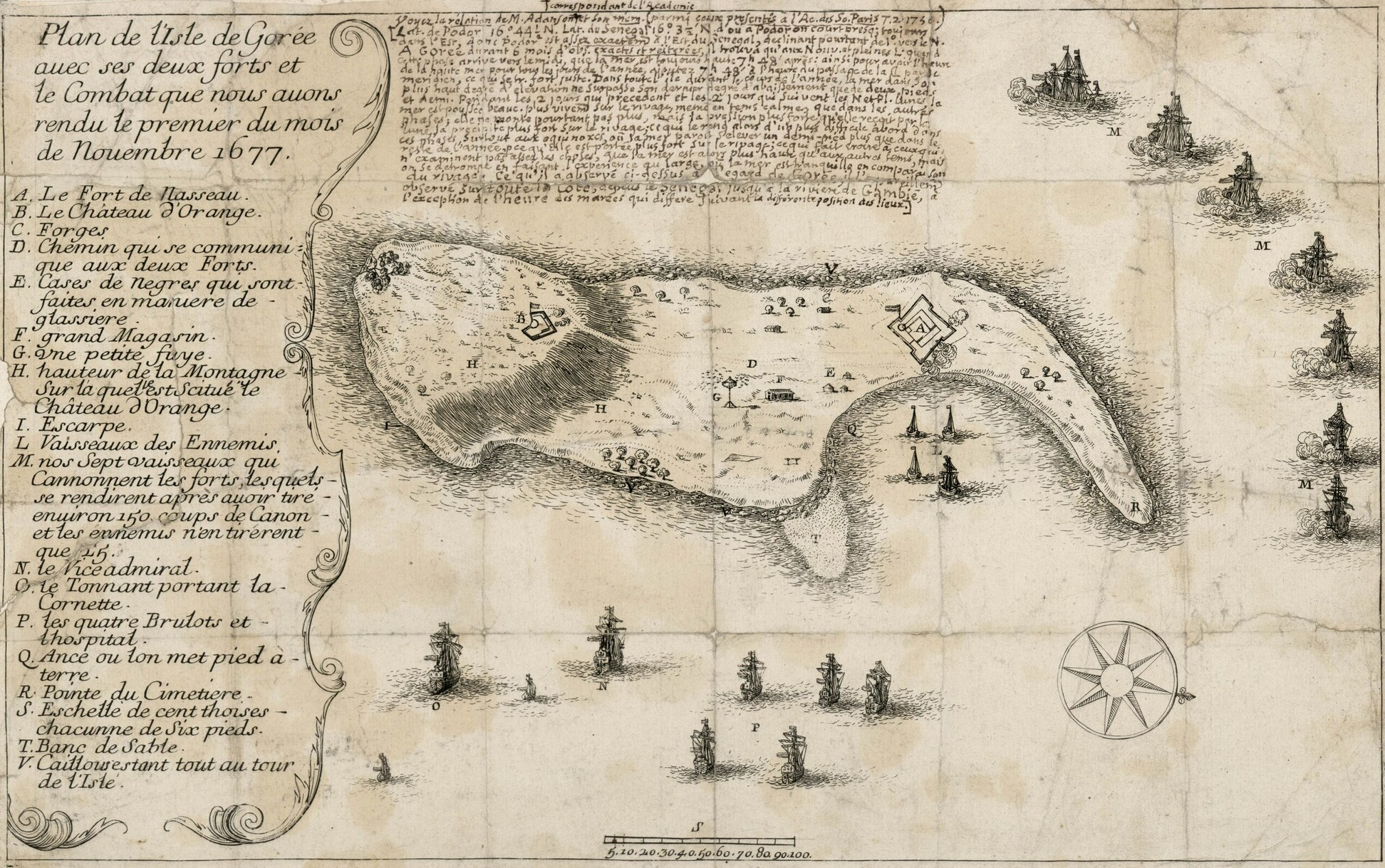
Plan de bataille de l'île de Gorée le 1er novembre 1677 (gravure d'époque).

La Guerre de la Ligue d'Augsbourg lancée par Louis XIV contre les autres puissances d'Europe donne un coup d'arrêt à la colonie, qui espérait au contraire en bénéficier. Le capitaine Du Casse, patron de la Compagnie du Sénégal, arrive à Cayenne en avril 1689 avec 5 navires et l'ordre de réquisitionner la population blanche pour un raid contre les Hollandais au Surinam afin de ramener à Cayenne les esclaves capturés. Ce raid tourne au « désastre complet », avec une centaine de pertes, constatées dans un document de 1693, l'année où Ducasse organise un autre raid pour voler des esclaves, cette fois à la Jamaïque, en ramenant 1300 à Saint-Domingue. Entre-temps, le 29 décembre 1689, pour bâtir à la hâte une forteresse à Cayenne, le gouverneur indique avoir fourni à l'ingénieur du Roi 500 esclaves depuis 7 mois, puis 8 mois plus tard constate la mort de 150 d'entre eux dans ces travaux, signifiant la ruine de la colonie.

### Les explorations françaises du territoire de l'Araguary
À la fin du XVIIe siècle, des explorations françaises organisées depuis la Guyane découvrent le territoire de l'Araguary, aujourd'hui brésilien.

## XVIIIesiècle
En 1713, le traité d'Utrecht considère le fleuve Maroni comme la frontière ouest de la Guyane française. Par ce traité, le roi Louis XIV abandonne totalement le bassin de l'Amazone aux Portugais, mais la difficulté à fixer les frontières géographiques en Amazonie va être la source de disputes durant deux siècles. Les deux parties ne cessent de rechercher l'extension de leur territoire respectif par l'installation de postes militaires, de missions religieuses et de comptoirs commerciaux. Ces disputes se termineront en 1900 par un arbitrage suisse qui fixe la frontière entre le Brésil et la France.
Vers 1750, de nombreux Amérindiens s'installent sur le territoire.

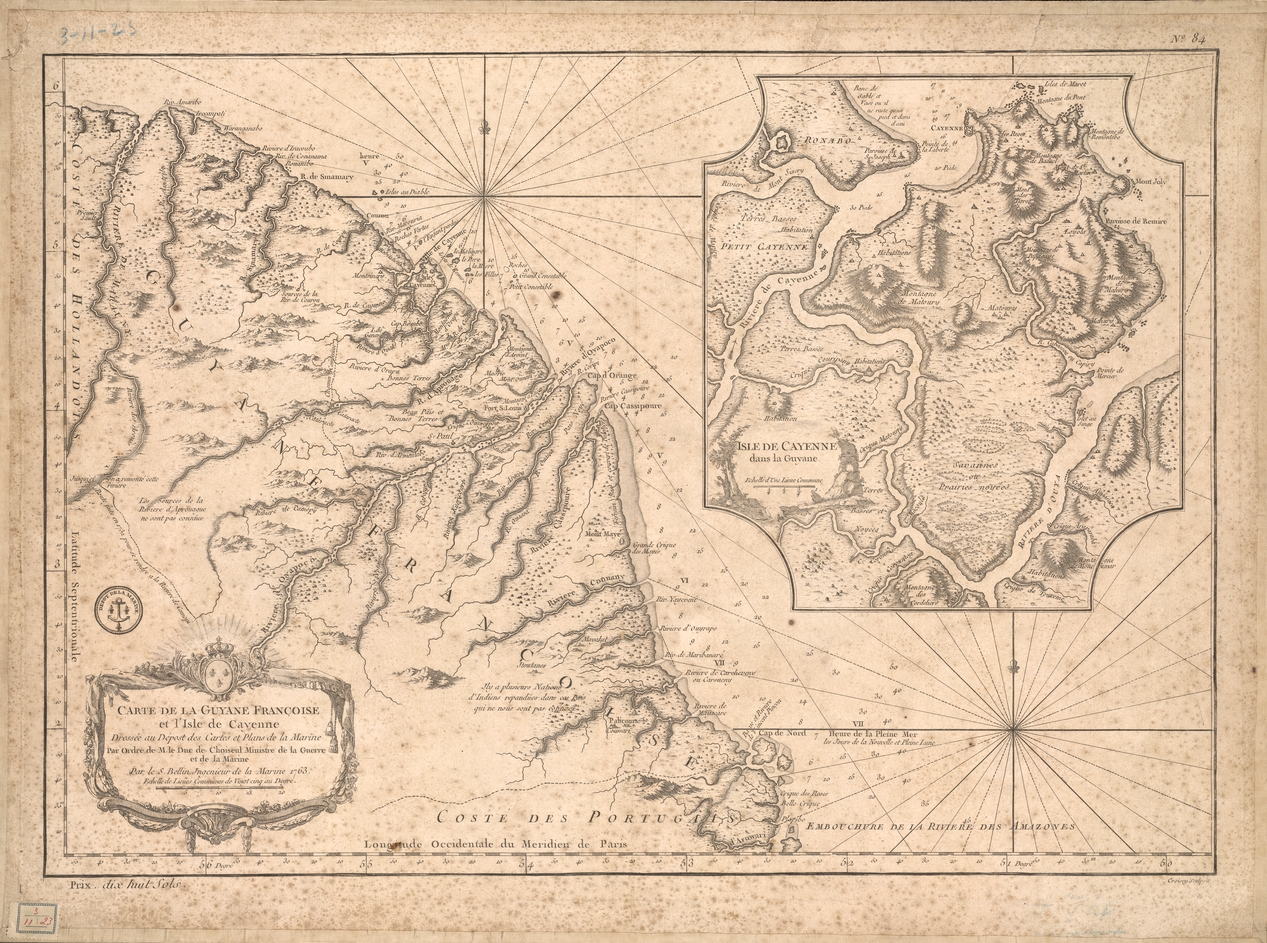
Carte de la Guyane française et l'isle de Cayenne réalisée en 1763 par Jacques-Nicolas Bellin (1703-1772), cartographe affecté au ministère de la Marine française.

En 1762, les Jésuites sont expulsés de la Guyane sur ordre du roi de France Louis XV : l’expulsion des Jésuites (ordonnance royale de Louis XV) précède l’implantation en Guyane par la volonté du ministre français Choiseul d’une nouvelle colonie de peuplement; des milliers de personnes sont envoyées de France pour accélérer de manière décisive la colonisation des terres. Cette politique volontariste échoue car rien n'a été préparé pour les accueillir.
En 1764, une campagne de propagande principalement menée en Alsace et en Lorraine (dès 1763) conduit environ 15 000 Français dont 12 000 Alsaciens et Lorrains vers le port de Rochefort, à destination des savanes de l'Ouest guyanais. En effet, après la perte du Québec, Choiseul (1719-1785) veut faire de la Côte Sauvage une nouvelle colonie de peuplement afin de réaffirmer la position française en Amérique. Choiseul, qui s'imagine la Guyane comme un paradis luxuriant, a une méconnaissance totale du terrain. Le projet colonial est réalisé dans l'approximation. Les colons, dont un certain nombre est déjà malade sur le bateau surpeuplé, débarquent à Kourou en pleine saison humide et dans les marais. 12 000 colons meurent dans l'année de maladies (dysenterie, fièvre jaune, syphilis, paludisme). L'expédition, menée par Choiseul, est un cuisant échec, le paradis guyanais se transforme en enfer. Une soixantaine de familles de survivants au « désastre de Kourou » se réfugient sur le petit archipel en face de Kourou, baptisé Îles du Salut pour l'occasion, avant de retourner en France.
Pierre-Victor Malouët (1740-1814) est nommé gouverneur en 1776. Il est secondé par l'ingénieur Jean Samuel Guisan (1740-1801), d'origine suisse, qui entreprend un programme de réforme de l'agriculture et d'aménagement de territoires agricoles.

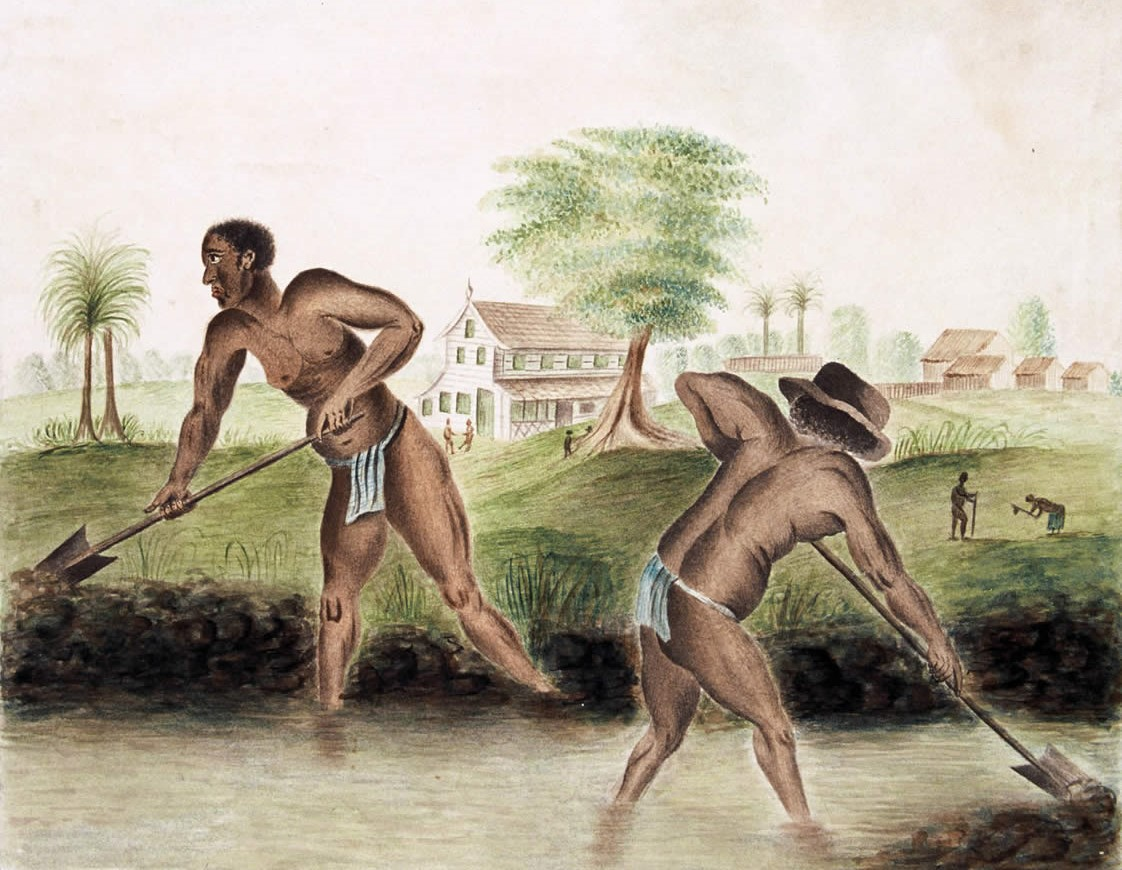
Esclaves creusant un canal en Guyane, fin XVIIIe siècle.

En 1788, la colonie compte 10 563 esclaves noirs, 483 Libres de couleur (Noirs affranchis) et 1 346 colons blancs (auxquels s'ajoutent 400 militaires). De même, s'y trouvent encore 13 000 Autochtones.
Dans le cadre du commerce triangulaire, les navires négriers amener en priorité leurs esclaves aux Îles du Vent et à Saint-Domingue, colonies plus productives. C'est la raison pour laquelle le rythme d'importation de captifs africains y est plus bas : 22 sont introduits en Guyane en 1786, 420 l’année suivante, 372 en 1788, 294 en 1789, 20 en 1790.
Trois habitations appartiennent directement au Royaume : La Gabrielle, La Motte-Aigron et Fiedmond, sur lesquelles travaillent 475 esclaves en 1790.

### Révolution française
Les idéaux de la Révolution arrivent jusqu'aux esclaves. En effet, même si ceux-ci parlent créole et sont illettrés, la fréquentation journalière des maîtres permet aux domestiques de comprendre une partie des conversations en français. De plus, certains prêtres les tiennent informés de l'évolution des événements en métropole. Désirant également accéder à la liberté et à l'égalité, des esclaves se révoltent. C'est le cas à l'Approuague en décembre 1790. Le colon Saint-Marcel est tué, ainsi que les frères Léanville et deux autres Blancs. De plus, les insurgés capturent cinq femmes blanches et deux soldats. Alors que la troupe est envoyée pour mater la rébellion, 40 révoltés s’enfuient dans les bois, mais sont repris. Le 7 janvier 1791, André Pomme, alors président en exercice de l'assemblée coloniale, félicite les officiers, sous-officiers et soldats pour leur conduite face aux « perfides esclaves ». En février, 7 révoltés sont jugés et exécutés.
Le 5 avril 1791, la citoyenneté française est accordée par l’assemblée coloniale aux Amérindiens, sauf s'ils sont issus d'un métissage avec des Noirs.

### Première abolition
Sous l'influence des idéaux révolutionnaires et des révoltes dans les colonies, notamment à Saint-Domingue, la Convention nationale, dirigée par les Montagnards, abolit une première fois l'esclavage dans les colonies le 4 février 1794 (décret du 16 pluviôse an II). Cette affranchissement général ne prévoit pas d'indemnités pour les esclavagistes.
Le 14 juin 1794, le commissaire civil Georges Jeannet-Oudin proclame le décret de l’abolition immédiate dans toute la Guyane. Si les colons ne manifestent pas d’opposition, certains quittent la colonie (de 1 346 en 1788, ils passent à 873 en 1796). En revanche, le bataillon de la Guyane s’y oppose. En conséquence, le commissaire renvoie en France son commandant, ainsi que quelques officiers et soldats. Le 16 juin, Jeannet annonce le droit de retour accordé aux esclaves en fuite (marrons) et l'accueil par l’habitation de la République des infirmes et orphelins isolés. Pour lui, le travail ne doit plus être imposé mais librement consenti entre les « nouveaux libres » et les propriétaires d’habitations. au moyen d'un contrat. Ce système doit permettre de continuer la production des denrées coloniales, indispensables à la vie économique de la Guyane.
L’Assemblée coloniale publie ensuite, le 6 juillet 1794, une Adresse à ses nouveaux Frères :

« Citoyens frères et amis, Longtemps opprimés sous le joug de la tyrannie, vous avez été réintégrés dans la jouissance de tous vos droits. Ces droits sont la liberté, l’égalité, la sûreté, la propriété ; leur garantie repose sur ce principe sacré : ne fais pas à autrui ce que tu ne voudrais pas qu’on te fît [...]
La Nation, en brisant vos fers, vous a appris à faire des sacrifices ; combien ne lui en coûte-t-il pas dans cette lutte pénible de la liberté contre la tyrannie ! Vous vous montrerez aussi généreux qu’elle. Vous lui donnerez le fruit de vos travaux et de vos sueurs en alimentant son commerce et son industrie [...]. »

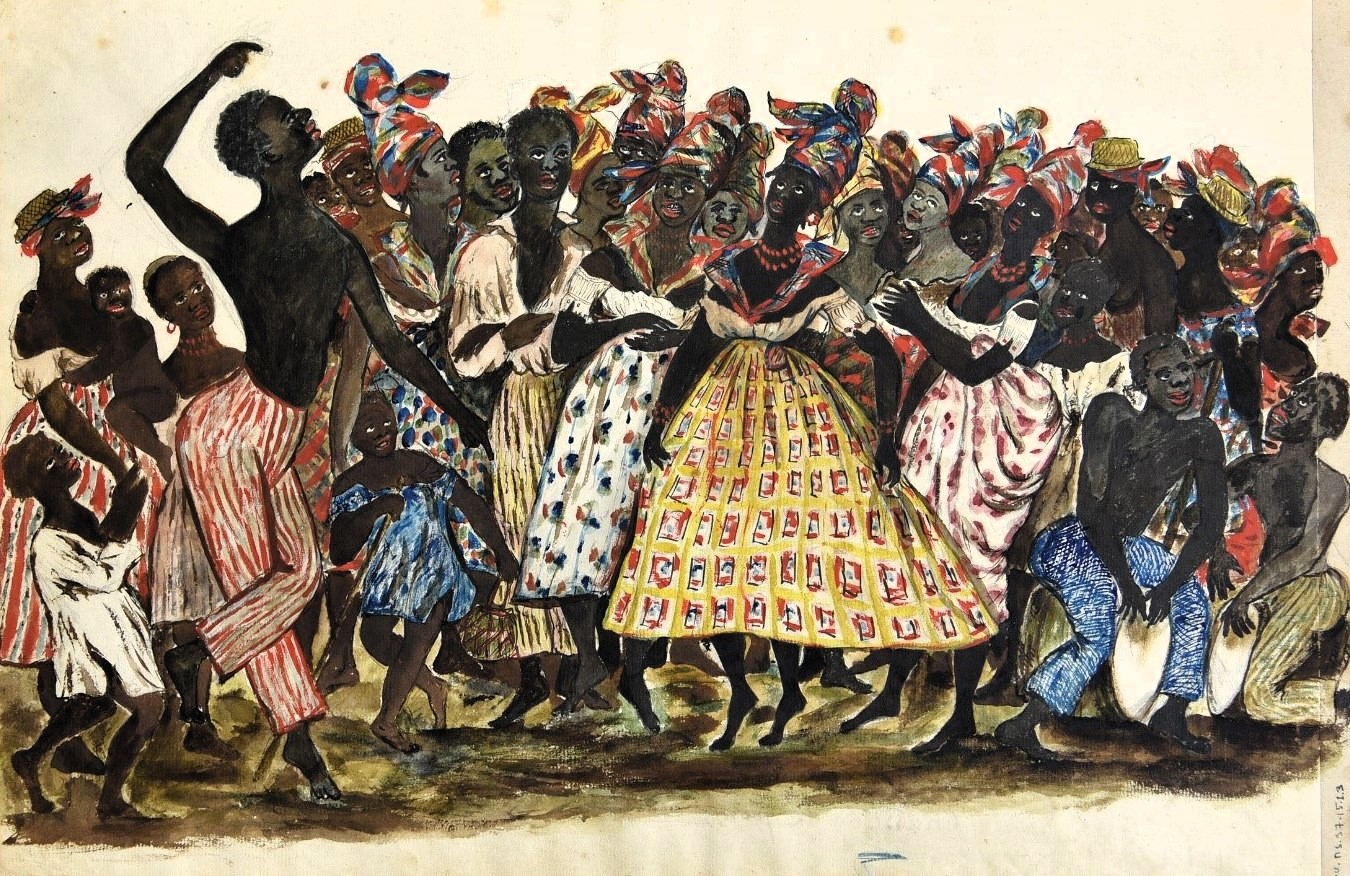
Danse d'esclaves.

Pendant 15 jours, les nouveaux libres célèbrent par des danses l'abolition de l'esclavage. Désormais citoyens et égaux aux Blancs, les hommes disposent du droit de vote. De nouvelles élections sont alors organisées pour l'Assemblée coloniale : deux métis y sont élus, de même qu’un ancien esclave, Hector Ménénius, le seul Noir sachant lire et écrire.
Les nouveaux libres, devenus des « cultivateurs », concluent des contrats de travail avec leurs anciens maîtres. Bien que le numéraire fasse défaut en Guyane, ils optent majoritairement pour le salariat. Selon la classe de travailleurs, ils touchent initialement entre 300 et 500 livres par an. L'employeur conserve toutefois les deux tiers de la paie car il fournit à toutes les dépenses. Le volume horaire des travailleurs est également diminué d'un quart. Des tensions persistent malgré tout entre les cultivateurs et les propriétaires d'habitations, le commissaire civil constatant la « rapacité » de ces derniers. Un certain nombre de Noirs quittent aussi les plantations pour s’établir à leur compte en cultivant des terrains abandonnés ou en élevant des volailles ou des porcs. Ces exploitations individuelles sont interdites par les administrateurs car elles privent les planteurs blancs de leur indispensable main-d’œuvre. Elles sont donc détruites à plusieurs reprises, et plusieurs règlements sont établis pour rappeler aux nouveaux libres « leurs véritables obligations ».
Le 7 avril 1795, le commandant François Maurice Cointet, qui remplace le commissaire Jeannet parti en métropole, crée un bataillon noir, dirigé par un capitaine blanc et formé de plusieurs centaines de nouveaux libres.
Les retards de salaires, qui plus est en diminution, ainsi que les difficultés d’approvisionnement, la cherté de la vie, la crainte d'un rétablissement de l'esclavage et les mesures prises pour maintenir les cultivateurs dans leurs ateliers entrainent des mécontentements au sein de la population noire. Le 29 janvier 1796, un complot, auquel participent quelques Blancs, est réprimé à Cayenne. Dix-neuf condamnations à mort sont prononcées, dont quatre par contumace, le chef noir Hector Ménénius, membre de l’Assemblée coloniale et treize autres Noirs, ainsi qu’un Blanc, l’armurier Dubart, sont exécutés par pendaison, la guillotine n’ayant jamais été installée en Guyane. Quatre Blancs, membres de l’Assemblée coloniale, sont condamnés à la déportation. Selon l'historien Yves Bénot, les auteurs de cette tentative d’insurrection, peut-être inspirés par l'exemple de Saint-Domingue, cherchaient à obtenir l’indépendance de la Guyane, qui serait passée aux mains des Noirs.
En décembre 1798, contestant le refus de les admettre au rang d’officier, des soldats et sous-officiers mulâtres fomentent une mutinerie, qui est avortée. Quatre condamnations à mort et d’autres sentences sont commuées par le nouveau commissaire Étienne Laurent Pierre Burnel en peines de prison et déportation au Sud de la Guyane. Le chef du complot, Ferrère, membre de la Société des Amis des Noirs, condamné à mort, est gracié ; un autre Blanc, Brutus Magnier, suspecté d’avoir participé au projet, est renvoyé en France, sans jugement.

### Colonie de déportation
Envisagé dès 1792, la Révolution française fait de Cayenne un lieu de déportation pour les prêtres réfractaires et les ennemis politiques de la Révolution à partir de 1798, sous le Directoire. Le premier bagne, celui de Sinnamary, est créé. Jusqu'en 1805, le territoire est un lieu de déportation pour les opposants politiques aux différents régimes qui se succèdent en France.

### Quasi-guerre
Comme ses deux prédécesseurs, le commissaire Étienne Laurent Pierre Burnel entretient des rapports difficiles avec le gouverneur de la colonie voisine de Guyane néerlandaise (Suriname), vers laquelle s'enfuient des déportés français, et d’où, à l'inverse, s’échappent des esclaves noirs qui, en Guyane française, peuvent jouir de la liberté. Des bateaux hollandais sont intervenus à Iracoubo contre un corsaire français ayant capturé un navire américain : la « quasi-guerre » franco-américaine se poursuit jusqu’en Guyane.
Le 9 novembre 1799, contestant le projet de Burnel de créer un second bataillon noir en Guyane, des Blancs composés de colons, de déportés et d'officiers blancs, imposent son départ pour la métropole. C’est le commissaire du Directoire exécutif local Étienne Franconie qui est chargé de l’intérim en attendant l’arrivée d’un nouvel agent.

## XIXesiècle

### Rétablissement de l'esclavage par Napoléon en 1802
À partir de 1802, huit ans après la première abolition de l'esclavage, le premier consul Napoléon Bonaparte rétablit l'esclavage dans les colonies françaises. En Guyane, ce retour en arrière est acté par un arrêté consulaire du 7 décembre 1802, complété localement par Victor Hugues dans une circulaire du 29 mai 1803.

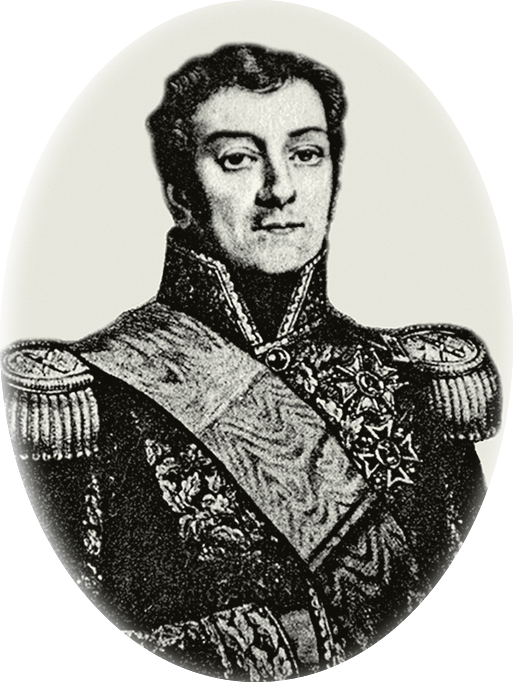
Victor Hugues, commissaire et planteur qui fait appliquer le rétablissement de l'esclavage en Guyane.

Le 7 décembre 1802, les trois consuls, Bonaparte, Cambacérès et Lebrun, prennent un arrêté officialisant le rétablissement de l'esclavage en Guyane. Celui-ci prévoit que les anciens esclaves affranchis en 1794 soient « conscrits » (irrévocablement attachés au sol sur lequel ils travaillent), et que ceux arrivés après dans la colonie soient soumis aux dispositions du Code noir de 1685. En janvier 1803, le commissaire Victor Hugues déclare au ministre de la Marine, Denis Decrès, avoir rétabli l’esclavage, et détruit des bandes de marrons des quartiers d’Approuague, Roura, Kourou, Sinnamary qui s’y trouvaient depuis 12 à 20 ans. 173 d’entre eux ont été remis à leurs anciens maîtres avec ordre de les enchaîner et de leur confier les travaux les plus durs. D'autres sont enfermés dans un bagne où ils sont attachés à la chaîne pour une période allant de trois à douze mois, Victor Hugues estimant que cette « mesure est préférable à leur traduction devant les tribunaux ». Puis, dans une circulaire du 29 mai 1803, il incorpore les « conscrits » dans le régime des « esclaves », et autorisent leurs employeurs à les vendre à compter du 20 juin 1804.

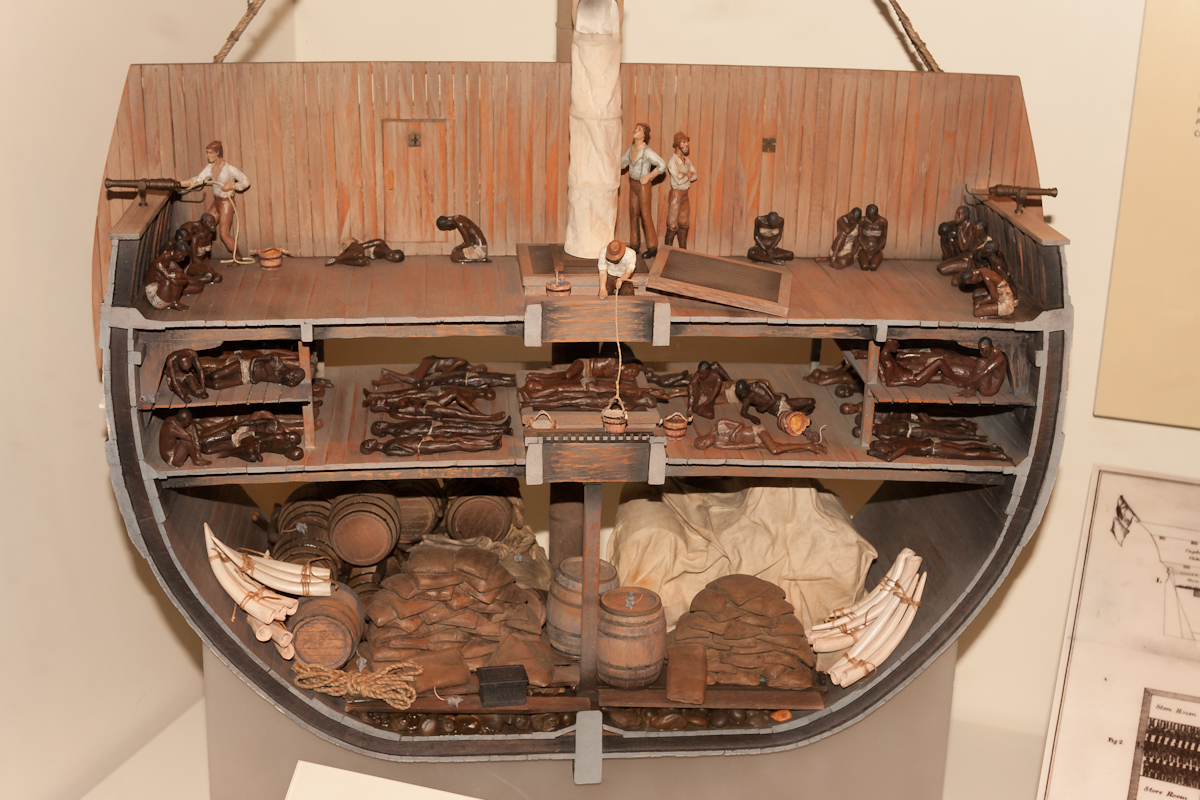
Coupe d'un navire négrier.

La traite négrière est également relancée. Le 18 janvier 1804, Victor Hugues va même jusqu'à monter une expédition pour rétablir la liaison de la Guyane avec le comptoir de traite des esclaves de Gorée. De 1803 à 1808, 1 311 captifs sont à nouveau importés (854 pour la seule année 1806).
La brutalité de Victor Hugues entraine un développement à marche forcée de l'agriculture, au profit d'une minorité de colons et de métropolitains. En 1809, un nombre record de 234 habitations possèdent au moins 10 esclaves. Quant à la valeur totale des exportations, elle est de 2 455 958 francs entre 1802 et 1807, et passe à 1 510 000 francs pour la seule année 1809. Victor Hugues lui-même se crée une importante plantation sur le canal de Torcy, qu’il a fait creuser pour relier Cayenne au quartier de l’Approuague.

### Remise en cause du statut des «anciens libres»
Les « Libres de couleur » sont les esclaves qui avaient été affranchis avant la Révolution. Au nombre d'environ 500 (4% de la population), ils voient aussi leur statut remis en cause. Victor Hugues les obligent à produire leur acte d’affranchissement individuel dans un délai d’un mois, faute de quoi ils sont intégrés dans la « conscription des quartiers ». Également, il leur interdit de « vaguer », de louer des logements en ville, de colporter des marchandises, de porter les noms des Blancs, de prendre les titres de « citoyen » ou de « monsieur », de composer ou vendre des remèdes.

### Reprise du marronnage

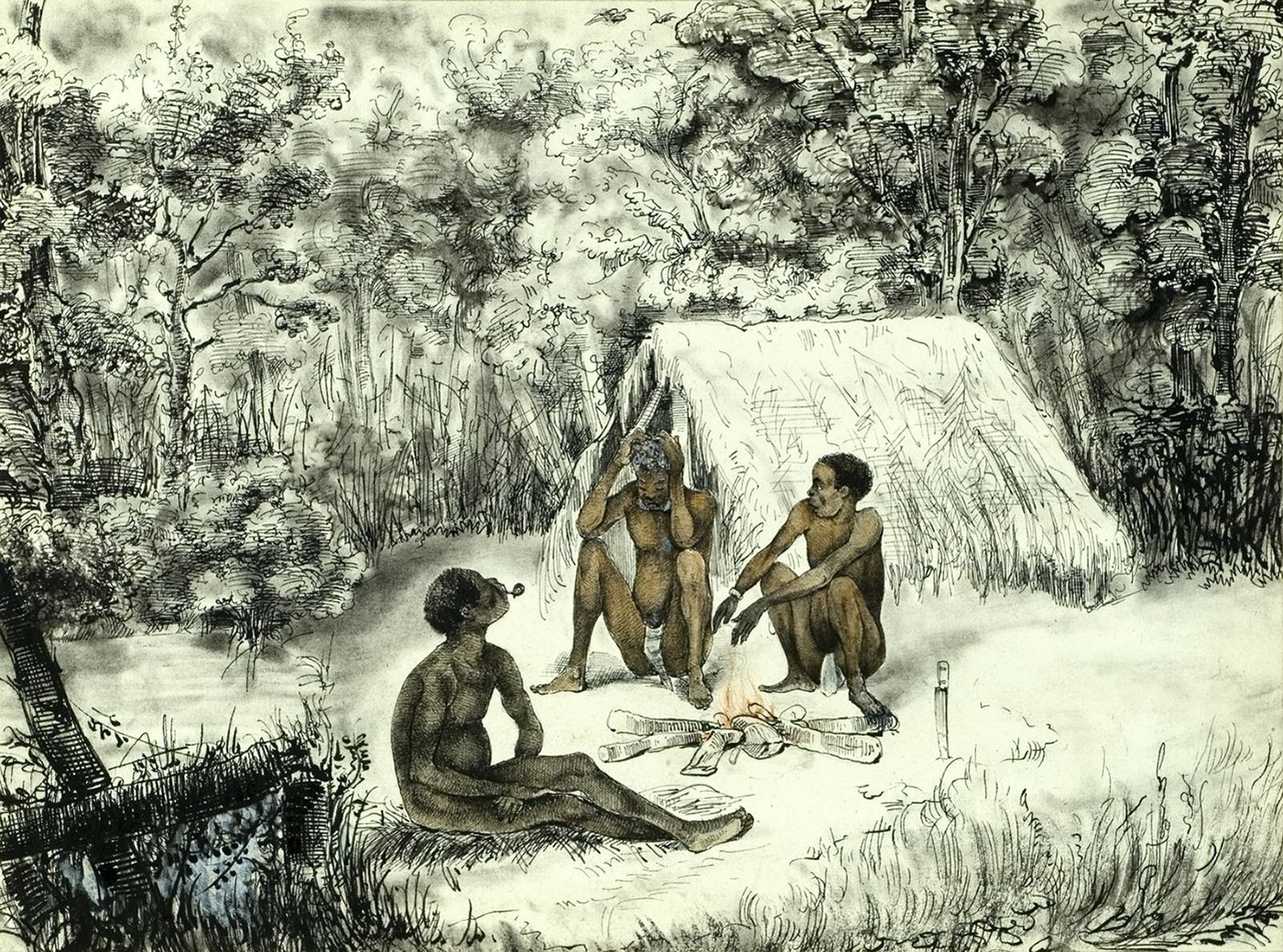
Noirs marrons en 1841. Par sa géographie particulière dans l'immense forêt amazonienne, la Guyane est la colonie française qui a connu le plus de fuites d'esclaves.

Malgré la mise en place d'une juridiction d’exception pour punir tout acte de révolte, ainsi que les renforts demandés pour la milice locale, une partie de la population noire, entre 2 et 3 000 personnes, refuse ce retour en arrière et s'enfuit à son tour dans les forêts, parfois très loin. Ce marronnage perdure jusque dans les années 1820.
Les fugitifs s'établissent sur le haut des rivières Approuague, Comté, Macouria, Sinnamary, Tonnégrande, dans des refuges situés à distance des zones habitées par les Blancs, mais assez proches pour permettre aux marrons de faire des razzias sur les habitations pour s’y procurer des vivres et garder le contact avec les esclaves. Toutefois, les personnes ayant fui les plantations françaises ne forment pas de communautés marronnes pérennes, étant pourchassées par des chasseurs et traînées au devant de la « cour prévôtale », un tribunal d'exception qui en Guyane ne juge que les rebelles noirs. En 1808 par exemple, Simon Frossard, après cinquante ans en marronnage, est décapité à coups de sabre, et sa tête est longtemps exposée à Cayenne, « aux regards de tous les nègres comme un épouvantail ».
Par contre, au long du XIXe siècle, deux groupes marrons formés en Guyane néerlandaise (Suriname) s'installent sur la rive du Maroni revendiquée par la France (la frontière est alors encore en cours de négociation avec les Pays-Bas). Ce sont d'abord les Alukus, qui font ce choix pour prendre leurs distances avec les Aukans. Puis, pendant la ruée vers l'or, les Saramacas s'établissent eux aussi du côté français du Maroni.

### Occupation portugaise (1809-1817)
En 1809, après la défaite de la flotte française à la bataille de Trafalgar de 1805, des forces portugaises venant du Brésil et soutenues par les Britanniques, occupent la Guyane, en représailles à l'invasion française du Portugal, menée par Napoléon Ier. Cette occupation, qui ne perturbe toutefois pas la vie quotidienne des habitants, se poursuit jusqu'en 1814. Les esclaves qui les avaient aidé en échange d'une promesse d'affranchissement ne sont finalement pas libérés et sont renvoyés de force dans les habitations. Les Portugais se retirent au lendemain de la première abdication de Napoléon Ier.
Pour l'historien Denis Lamaison, il n'est pas exact de dire, comme le veut une idée commune, qu'après 1817 et la fin des guerres napoléoniennes, la Guyane connaitrait une période très prospère grâce à l'esclavage et à la reprise du plan de développement de Jean Samuel Guisan (1740-1801).

### Abolition définitive de l'esclavage, forçats et engagisme
Après la révolution de 1848, la Deuxième République abolit définitivement l'esclavage dans les colonies française sous l'impulsion de Victor Schœlcher. La fin de l'esclavage, qui devient effective en Guyane le 10 août 1848,, concerne près de 13 000 personnes sur les 19 000 habitants de la Guyane.
Prévue dans le décret de 1848, un loi est votée le 30 avril 1849 (alors que Louis-Napoléon Bonaparte a été élu président), afin d'indemniser les propriétaires d'esclaves. Ce sont ainsi 126 millions de francs or (équivalent de près de 27 milliards d'euros en 2021) qui sont versés pour la perte des 250 000 travailleurs serviles. En Guyane, la valeur pécuniaire des anciens esclaves est fixée à 624 francs or par individu. Les anciens esclaves, eux, ne reçoivent aucune réparation.
La loi nouvelle applicable sur les territoires français implique que tout esclave touchant le sol français est déclaré libre (privilège datant de 1315), ce qui va provoquer la fuite massive des esclaves placés sous la coupe des grands propriétaires néerlandais et brésiliens. Ces derniers réagissent très violemment, et, en mai 1851, entrent en territoire français, à Mapa, pour récupérer 200 esclaves en fuite, ce qui va ranimer le problème des limites entre les territoires français, brésiliens et hollandais.

### Bagne et engagisme
L'abolition a pour conséquences immédiates le départ de la main-d'œuvre servile hors des plantations et l'effondrement de l'économie de la Guyane. Pour pallier le manque de main-d'œuvre, Napoléon III décide en 1852 la déportation des forçats vers la Guyane.

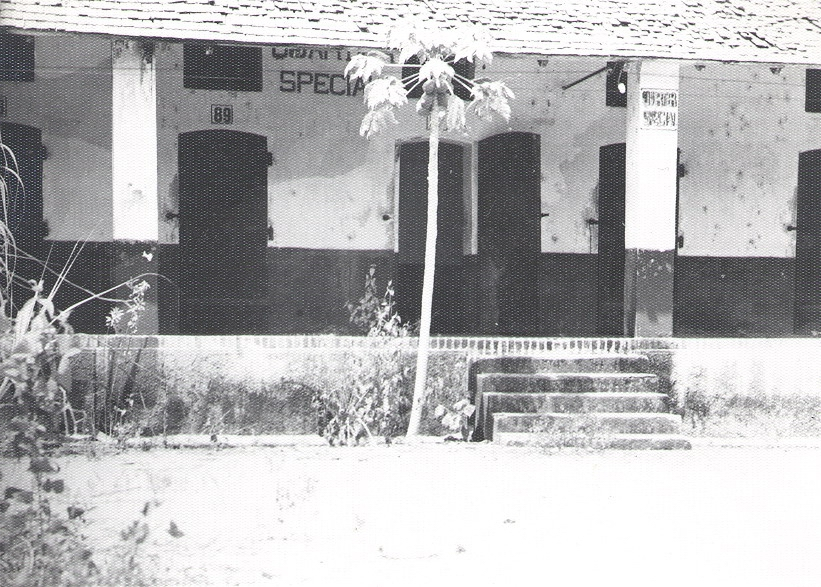
Quartier spécial, Saint-Laurent, 1954.

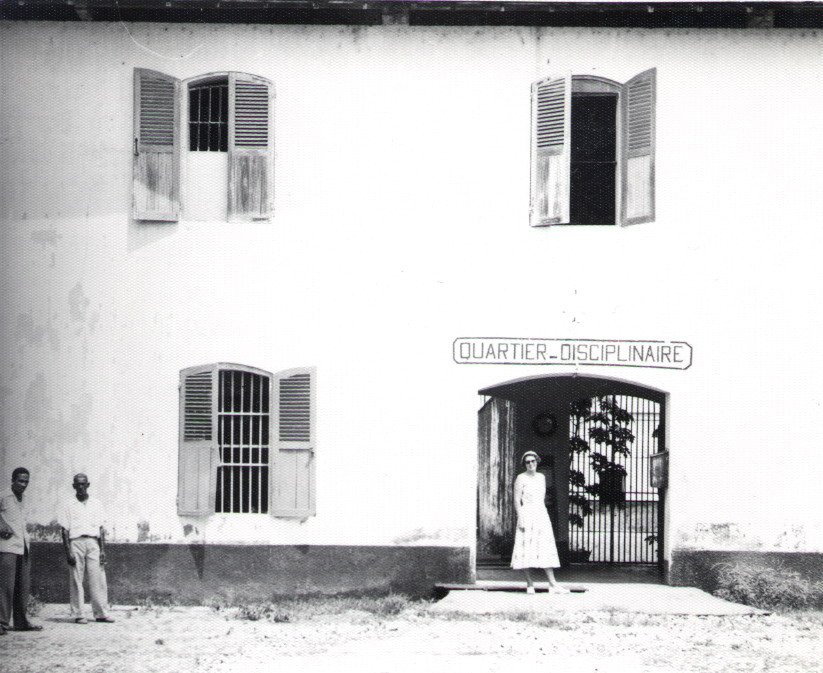
Quartier disciplinaire, Saint-Laurent, 1954.

Dans le même temps, des coolies originaires des Indes et de Chine sont recrutés sous contrat à partir de 1853.
À partir de 1854, avec la loi de la transportation, Napoléon III fait construire les célèbres bagnes de Cayenne, de l'île du Diable et de Saint-Laurent-du-Maroni (1858). La commune de Saint-Laurent-du-Maroni devient le centre administratif du système pénal, vers lequel seront envoyés près de 90 000 hommes et 2 000 femmes. Dans un premier temps, les bagnards sont envoyés dans les lieux les plus retirés et les plus insalubres qui soient, mais les pertes enregistrées parmi les détenus sont énormes.
Plus d'un tiers meurt en Guyane[réf. souhaitée]. La corruption et l'inégalité sociale deviennent les bases de l'organisation sociale pénitentiaire.
En 1855, Félix Couy découvre le premier site aurifère sur un affluent de l'Approuague. Des tonnes d'or sont extraites de la rivière Inini, un affluent du Haut-Maroni, dans le sud-ouest du pays. C'est le début d'une ruée vers l'or qui durera jusqu'à la Seconde Guerre mondiale et qui amènera de nombreux émigrants provenant essentiellement des Antilles. Une banque de prêt et d'escompte est créée, qui attire d'autres investisseurs qui affluent face à la demande qui se fait de plus en plus forte. Ces derniers repartiront à partir de 1873 lorsque la France connaîtra une grande dépression jusqu'en 1892.
En 1860, la liberté de navigation sur le fleuve Maroni est consacrée.
À partir de 1861, la France et la Hollande se contestent le territoire richement aurifère du cours supérieur du fleuve Maroni. Les Français estiment que le cours d'eau formateur est le Tapanahoni, alors que les Hollandais soutiennent que c'est le Lawa. En 1891, la contestation est arbitrée par le tsar de Russie au détriment de la France qui perd une zone de 25 000 km2, riche en minerais d'or[réf. souhaitée].
A la fin du XIXe siècle, viennent s'installer en Guyane des Libanais et des Chinois de Formose (Taiwan), de Singapour et de Chine continentale.
En 1900, un arbitrage définitif rendu par le Conseil fédéral suisse fixe la frontière franco-brésilienne sur l'Oyapock, au détriment de la Guyane française qui perd un territoire de 260 000 km2. La France considérait, non sans de sérieuses raisons, que la rivière Japoc découverte par Vicente Yáñez Pinzón en 1500 ne correspondait pas à l'Oyapock mais au fleuve Araguary plus au sud, et que les phénomènes de subsidences et d'accumulation depuis le XVIIe siècle avaient bouleversé le dessin de la côte entre l'Amazone et l'Oyapock. Mais les Brésiliens menés par le baron de Rio Branco (1845-1912), mieux préparés et soutenus par de très forts intérêts politiques et diplomatiques, finissent pas imposer leur propre vision, mettant fin à deux siècles de disputes.

## XXesiècle
Après l’éruption de la montagne Pelée, le 8 mai 1902, qui a détruit la ville de Saint-Pierre en Martinique et tué 28 000 personnes en quelques minutes, de nombreux Martiniquais se réfugient en Guyane.
À partir de 1902, la France et les Pays-Bas se disputent à nouveau le territoire du cours supérieur du Lawa. Les Français estiment que le cours d'eau formateur est le Litani, alors que les Néerlandais soutiennent que c'est le Marouini. En 1935, un accord est trouvé, à l'avantage des Français qui récupèrent ainsi une zone de 6 000 km2, riche en minerais d'or.
Entre 1910 et 1930, c'est l'apogée de la ruée vers l'or. Plus de 10 000 chercheurs d'or écument la forêt guyanaise, entraînant la croissance du commerce local et la fermeture des dernières grandes plantations.
À partir de 1923, Le journaliste Albert Londres, de retour en métropole après une visite en Guyane, se fait l'écho des conditions de vie des bagnards guyanais. Une vaste campagne d'opinion menée par Albert Londres, le député de la Guyane Gaston Monnerville et de nombreux journalistes aboutit en 1938 à une loi mettant fin au bagne en interdisant de fait tout nouveau transport de bagnards, les peines de travaux forcés étant abolies dans le droit pénal français. Au total, quelque 90 000 bagnards auront été déportés en Guyane. La fermeture effective n'a lieu qu'en 1946, après la fin de la Seconde Guerre mondiale et les derniers rapatriements ont lieu en 1953; Le dernier forçat embarque le 1er avril. La fermeture du bagne a un fort impact sur l'économie du territoire et entraîne un dépeuplement.
En 1938, une commission franco-néerlando-brésilienne détermine le point de trijonction marquant la séparation entre les territoires français, surinamais et brésilien.
En 1940, la Guyane reste sous l'autorité du gouvernement de Vichy et ne rallie la France libre (France combattante) qu'en mars 1943. Dans les bagnes, des détenus meurent de faim ou de maladie. Après la guerre, l'état sanitaire du territoire est déplorable et oblige le gouvernement français à prendre des mesures sanitaires importantes.
En 1946, la Guyane obtient le statut de département français, mais le territoire a beaucoup de peine à décoller économiquement à cause des coûts de production élevés et sa balance commerciale est très déficitaire.
En 1961, la population du territoire est de 33 000 habitants.
À partir de 1963 il faut trouver l'emplacement du nouveau centre spatial français pour remplacer celui de Colomb-Béchar en Algérie. La décision, prise par le général de Gaulle (1890-1970), de la construire en Guyane est prise en 1964 car ce territoire présente de nombreux avantages :
- une situation géographique privilégiée à proximité de l'équateur et favorable aux missions géostationnaires ;
- une large ouverture sur l'océan autorisant toutes les inclinaisons d'orbites ;
- l'absence de cyclones et de tremblements de terre ;
- la faible densité de population ;
- il s'agit d'un territoire national français.

Construit à partir de 1965, le nouveau Centre spatial guyanais (CSG) s'est depuis développé, au rythme de l'aventure spatiale française (sonde « Véronique », lanceur « Diamant B ») puis européenne (lanceur « Europa II »), puis avec le programme européen des lanceurs Ariane, qui va être un véritable succès commercial et mondial. C'est aujourd'hui le port spatial de l'Europe.
Le 9 avril 1968 est lancée la première fusée-sonde « Véronique ». Depuis cette date jusqu'en 2003, plus de 500 lancements sont réalisés à partir du centre de Kourou, dont plus de 160 lancements « Ariane », le premier exemplaire décollant le 24 décembre 1979.
Dans les années 1970, le Suriname, malgré la convention de 1978 et l'accord de coopération de 1988, reprend à son compte les thèses néerlandaises et conteste la frontière fixée sur le Litani ; les cartes surinamaises indiquent la frontière sur le Marouini. Cependant, depuis la guerre civile qui a dévasté le Surinam de 1986 à 1991, la revendication territoriale n'est plus officiellement évoquée.
À partir de 1982, avec les lois sur la décentralisation, un transfert de compétence de l'État vers les organisations territoriales est mis en place.
À partir de la guerre civile au Suriname en 1986, beaucoup d'Aukans partent pour la Guyane française, et trouvent du travail par exemple dans le chantier spatial.
Le 15 juin 1988 est lancé le premier exemplaire du lanceur Ariane 4 et le 4 juin 1996 est lancé le premier lanceur Ariane 5 (le vol 501), son premier vol commercial a lieu le 10 décembre 1999.
Dans les années 1990, le niveau de vie de la Guyane, territoire français intégré à l'Union européenne, surpasse largement celui de la région [réf. nécessaire] et cela provoque de forts courants migratoires en provenance des pays voisins en crises économiques et sociales, comme Haïti, le Suriname (ex-Guyane néerlandaise) et le Brésil.
En 1999, la population du territoire se monte officiellement à 160 000 habitants. En réalité, elle dépasse probablement les 200 000.

## XXIesiècle
En 2017, la population de la Guyane est de 268 700 habitants.
La population amérindienne est, en 2015, estimée entre 6 000 et 9 000 personnes, dont la majorité vit dans des « zones protégées » à l'accès strictement réglementé par les pouvoirs publics. Elle est composée de six groupes : les Kali'na (anciennement appelés Galibis) et les Wayana de langue caribe, les Palikur et les Arawak proprement dits, de langue arawak, les Wayãpi (ou Wayampi ou Oyampis) et les Tekos (anciennement appelés Émerillons) de langue tupi.
En novembre 2008, le département de Guyane est bloqué par de nombreux barrages routiers érigés pour protester contre le prix des carburants à la pompe. Le président de la Chambre de commerce et d'industrie de la Guyane (CCIG), Jean-Paul Le Pelletier, annonce la fermeture du port de commerce et de l'aéroport international Félix-Éboué (anciennement aéroport international de Rochambeau).
En mars 2017, une grève générale immobilise le département. Elle débouche sur la signature du protocole des accords de Guyane « Pou Lagwiyann dékolé » le 21 avril 2017, qui est à la fois une reconnaissance par l’État de l’urgence de la situation guyanaise ainsi qu’un engagement sur un plan exceptionnel d’un montant d’un milliard d’euros.
Le 28 juin 2025, à l'initiative du collectif Kourou Queer, la première Marche des fiertés LGBTQIA+ de Guyane est organisée à Kourou. 

### Ouvrages anciens et sources primaires
- Jacques François Artur (trad. Marie Polderman), Histoire des colonies françoises de la Guianne, Ibis Rouge, 2002 (ISBN 2844501478)
- Denis F (1823) Guyane: ou Histoire, mœurs, usages et costumes des habitans de cette partie de l'Amérique (Vol. 2)
- Denis F (1825) Résumé de l'histoire du Brésil: suivi du Résumé de l'histoire de la Guyane. Lecointe et Durey
- Pierre Charles Fournier de Saint-Amant, La Guyane française : ses mines d’or et ses autres richesses, Paris, L. Tinterlin et Cie, 1856, 182 p. (lire en ligne)
- (pt + fr) Protocoles de la conférence sur la délimitation des Guyanes française et brésilienne, Rio de Janeiro, Typographie universelle de Laemmert, 1857, 175 p. (OCLC 493801780, SUDOC 098268929, lire en ligne).
- Frédéric Bouyer, La Guyane française : notes et souvenirs d’un voyage exécuté en 1862-1863, Paris, Hachette et Cie, 1867, 314 p. (lire en ligne).
- Jean François Hilaire Mourié, La Guyane française, ou, notices géographiques et historique sur la partie de la Guyane habitée par les colons, au point de vue de l’aptitude de la race blanche à exploiter, de ses mains, les terres de cette colonie ; accompagnées des cartes de la Guyane, de la ville de Cayenne, des Iles du Salut, et d’un aperçu sur la transportation, Paris, P. Dupont, 1874, 360 p. (lire en ligne).
- Louis Boussenard, Les grands aventuriers à travers le monde : les robinsons de la Guyane, Paris, Girard et Boitte, 1890, 632 p. (lire en ligne).
- Fernand Hue, La Guyane française, Paris, Lecène, Oudin et Cie, 1892, 238 p. (lire en ligne)
- Henri Coudreau, Chez nos Indiens, quatre années dans la Guyane française (1887-1891), Paris, Hachette, 1893, 614 p. (lire en ligne)
- Paul Vidal de la Blache (1898) Le contesté franco-brésilien en Guyane, Annales de géographie, tomes VIII X, 1901
- Michel Lohier, Les Grandes étapes de l'histoire de la Guyane française : Aperçu chronologique, 1498-1968, Laballery et Cie, 1969, 159 p.

### Ouvrages récents

#### Ouvrages généraux
- Jacques Adélaïde-Merlande, Histoire générale des Antilles et des Guyanes : Des Précolombiens à nos jours, L'Harmattan, 1994, 336 p.
- Arthur Henry, La Guyane française : Son Histoire, 1604-1946, Le Mayouri, 1981 (1re éd. 1950), 336 p.
- Serge Mam Lam Fouck, Histoire générale de la Guyane française : Des débuts de la colonisation à l'aube de l'an 2000, les grands problèmes guyanais, permanence et évolution, Ibis rouge, 1996, 263 p. (ISBN 2-911390-08-3)
- Serge Mam Lam Fouck (dir.) et Jacqueline Zonzon (dir.), L'Histoire de la Guyane : depuis les civilisations amérindiennes, Kourou, Ibis rouge éditions, coll. « Espace outre-mer », 1er novembre 2006, 635 p., 24 × 17,2 cm (ISBN 978-2-84450-310-7)
- Bernard Montabo, Le Grand Livre de l'histoire de la Guyane, vol. I : Des origines à 1848, Saint-Denis, Orphie, coll. « Le grand livre », 2004, 343 p., 25 cm (ISBN 978-2-87763-236-2, OCLC 56846863)
- Bernard Montabo, Le Grand Livre de l'histoire de la Guyane, vol. II : De 1848 à nos jours, Saint-Denis, Orphie, coll. « Le grand livre », 1er octobre 2004, 372 p., 24,5 × 17 cm (ISBN 978-2-87763-245-4, OCLC 56846864)
- Pierre Pluchon (dir.), Histoire des Antilles et de la Guyane, Privat, 1982, 480 p. (ISBN 2708916912)

#### Ouvrages thématiques
- Jacques Adélaïde-Merlande, Histoire des communes : Antilles-Guyane, 1er janvier 1986.

- Patrice Mouren-Lascaux, La Guyane, Paris, Karthala, coll. « Méridiens », 1990, 186 p. (ISBN 978-2-86537-266-9, OCLC 22906616).
- G. Collomb (1999) Entre ethnicité et national: à propos de la Guyane. Socio-anthropologie, (6).
- P. Cornuel (2006) Anne-Marie Javouhey et l'ambivalence de la pauvreté: une mission matemaliste ? / Pascale Comuel L'histoire de la Guyane, depuis les civilisations amérindiennes : actes du colloque des l 6, l7 et l8 novembre 2005. Cayenne, Ibis rouge éd, 233-252 (avec Google Livre).

- J.-C. Eymeri (1992) Histoire de la médecine aux Antilles et en Guyane. Éditions L'Harmattan.
- Fouc S (2006) Histoire de l'assimilation : Des vieilles colonies françaises aux départements d'outre-mer. La culture politique de l'assimilation en Guyane et aux Antilles françaises (19e et 20e siècles). Ibis Rouge.
- G. Hazaël-Massieux (1996) Le guyanais et les créoles atlantiques à base française ;Institut d'études créoles, Université de Provence, URA 1041 du CNRS ; Les créoles (problèmes de genèse et de description) p. 169-184[Note(s) ;  (ISBN 2-85399-389-2) ;(http://cat.inist.fr/?aModele=afficheN&cpsidt=2888384 résumé]).
- Huyghues-Belrose V (1990) Le Rideau de l'Amazone 1713-1900 in La Grande encyclopédie de la Caraïbe, vol. 7 Histoire de la Guyane de Andrée Loncan (sosu la direction de), éd. Sanoli
- Jolivet MJ (1982) La question créole: essai de sociologie sur la Guyane française ; Paris : ORSTOM, 1982, 504 p. (Mémoires ORSTOM ; 96).  (ISBN 2-7099-0627-9).
- Paul Laporte, La Guyane des écoles, Comité guyanais d'action culturelle/ATIPA ; Diffusion, Karthala, 1983 (ISBN 978-2-86537-082-5)
- (en) Perle Møhl, Omens and Effect : Divergent Perspectives on Emerillon Time, Space and Existence, Égreville, Perle Møhl & Semeïon Editions, 2012, 311 p. (ISBN 979-10-90448-02-5).
- J. Petot (1986) L'or de Guyane : son histoire, ses hommes. Éditions caribéennes.

#### Autochtones de Guyane
- Collectif, La Guyane, d'un monde amérindien à une colonie française: de -8000 au XVIIe siècle, Ibis rouge éditions, coll. « Le jeune historien guyanais », 2021 (ISBN 978-2-37520-573-0)
- J. Chapuis (2003) Wayana eitoponpë : (Une) histoire (orale) des Indiens Wayana. Ibis rouge.
- G. Collomb, Félix Tiouka, J. Appolinaire, O. Renault-Lescure, Na'na Kali'na : Une histoire des Kali'na en Guyane. 2000 Ibis Rouge.
- G. Collomb (1997) « La question “amérindienne” en Guyane. Formation d’un espace politique », M Abélès., H.-P Jeudy (dirs.) Anthropologie du politique. Paris, Coli.
- J. Hurault (1965) La population des Indiens de Guyane française. I. Vue historique générale. Population, 20(4), 603-632.
- Pierre Grenand, Serge Mam Lam Fouck et Jacqueline Zonzon (2006) Que sont devenus les Amérindiens de l'Approuague ? Réflexions autour d'une histoire peu documentée. L'histoire de la Guyane, depuis les civilisations amérindiennes. Matoury, Ibis Rouge, 105-126.
- Stephen Rostain, « Cinq petits tapirs : les Guyanes amérindiennes d’avant 1499 », Cahiers des Amériques latines, no 43,‎ 31 juillet 2003, p. 19–38 (ISSN 1141-7161, DOI 10.4000/cal.7236, lire en ligne, consulté le 29 mars 2024)
- (en) Stéphen Rostain, Archéologie de l'Amazonie: Les premiers habitants de la Guyane côtière, BAR Publishing, 2015 (ISBN 978-1-4073-1420-4 et 978-1-4073-4377-8, DOI 10.30861/9781407314204, lire en ligne)

#### Esclavage
- Yves Bénot (dir.) et Marcel Dorigny (dir.), Rétablissement de l’esclavage dans les colonies françaises, Maisonneuve et Larose, 2003, 592 p. (EAN 9782706816925), p. 251-268
- Philippe Chanson, La blessure du nom : Une anthropologie d'une séquelle de l'esclavage aux Antilles-Guyane, Academia, 2008, 158 p. (ISBN 978-2872098606)
- J. Hurault (1960) Histoire des noirs réfugiés Boni de la Guyane française. Revue française d'histoire d'outre-mer, 47(166), p. 6-137
- Serge Mam Lam Fouck, La Guyane française au temps de l'esclavage, Ibis rouge, 1999, 390 p. (ISBN 9782844500595)
- Jean Moomou, Le Monde des Marrons du Maroni en Guyane (1772-1860) : la naissance d'un peuple : les Boni, Matoury, Ibis rouge éditions, coll. « Espace outre-mer », 1er février 2004, 220 p., broché, 24 × 17 cm (ISBN 978-2-84450-206-3)
- Price R & Price S (2003) Les marrons. Vents d'ailleurs.

#### XVIIesiècle
- J. Michel (1989). La Guyane sous l'Ancien Régime : le désastre de Kourou et ses scandaleuses suites judiciaires. Éditions L'Harmattan.
- Martijn van den Bel et Gérard Collomb, La colonisation de la Guyane: 1626-1696, Hermann, coll. « La République des lettres », 2021 (ISBN 979-10-370-0538-0 et 979-10-370-0539-7)

#### XVIIIesiècle
- J. Touchet, Botanique et colonisation en Guyane française (1720-1848) : Le jardin des Danaïdes, Ibis rouge, éditions, 2004.
- Polderman M (2004) Guyane française 1676-1763 - Mise en place et évolution de la société coloniale, tension et métis  (ISBN 2-84450-202-4)(résumé)
- Yves Bénot, La Guyane sous la Révolution française, ou l'impasse de la révolution pacifique, Kourou, Ibis rouge éditions, 1997, 222 p. (ISBN 978-2-911390-25-8, OCLC 38311193).
- P. Pellerin Académie de Guyane : L'histoire de la Guyane au XVIIIe siècle à travers la bande dessinée «L'Épervier»
- Pierre Thibaudault, Échec de la démesure en Guyane : autour de l'expédition de Kourou, une tentative européenne de réforme des conceptions coloniales sous Choiseul, Saint-Maixent-l'École, P. Thibaudault, 1995, 504 p., 30 cm (ISBN 2-9509152-0-5, BNF 36684667).
- Cardoso C (1999) La Guyane française: 1715-1817: aspects économiques et sociaux: contribution à l'étude des sociétés esclavagistes d'Amérique. Ibis Rouge Éditions.
- Philippe de Ladebat 2008 (sous la direction de) Seuls les morts ne reviennent jamais : les pionniers de la guillotine sèche en Guyane française sous le Directoire de, éd. Amalthée, Nantes,
- Robert Larin, Canadiens en Guyane, 1754-1805, Presses Paris Sorbonne, 2006 (ISBN 978-2-84050-410-8, lire en ligne)

#### XIXesiècle
- Serge Mam Lam Fouck (1999). La Guyane française au temps de l'esclavage, de l'or et de la francisation (1802-1946). Ibis Rouge Éditions.
- Serge Mam Lam Fouck (1987) Histoire de la société guyanaise: les années cruciales, 1848-1946 (Vol. 2). Éditions caribéennes..
- M. Pierre (1982) La terre de la grande punition: histoire des bagnes de Guyane. Ed. Ramsay.
- Alcide François Marie Daniel, De la fièvre jaune à la Guyane française : pendant les années 1855, 1856, 1857, 1858, Montpellier, L. Cristin et Cie, 1860, 33 p. (lire en ligne)
- Delisle P (2013) Histoire religieuse des Antilles et de la Guyane françaises : des chrétientés sous les tropiques? 1815-1911. Karthala Éditions (extraits avec Google Livre).
- Puren L (2007) Contribution à une histoire des politiques linguistiques éducatives mises en œuvre en Guyane française depuis le XIXe siècle. Pratiques et représentations linguistiques en Guyane. Regards croisés, Paris, IRD, 279-296 (PDF, sur le site de l'IRD).

#### XXesiècle
- Jacques Adélaïde-Merlande, Histoire contemporaine de la Caraïbe et des Guyanes : De 1945 à nos jours, Karthala, 2002, 248 p. (ISBN 2845862520)
- Serge Mam Lam Fouck (1992) Histoire de la Guyane contemporaine, 1940-1982 : les mutations économiques, sociales et politiques. Éditions L'Harmattan (avec Google Livre)
- Édouard David Levat, La Guyane française en 1902, Paris, Imprimerie Universelle, 1902, 118 p. (lire en ligne)
- Jacques Cantier et Eric T. Jennings (dir.), L’Empire colonial sous Vichy, Paris, Éditions Odile Jacob, 2004, 398 p.  (ISBN 2-7381-1544-6)
- Dominique Anouilh (préf. Yves Lacoste), La France, la Guyane et la guérilla, 1986-1992 : implications de la crise surinamienne en Guyane française, Toulouse, Groupe de recherches en histoire immédiate, 1995, 187 p., 24 × cm (BNF 40591007).

### Romans
- Henri Charrière dans son roman Papillon, vendu à plusieurs millions d’exemplaires et adapté au cinéma (Papillon (film)), donne un aperçu condensé et assez réaliste de que pouvait être ce terrible bagne, bien que l'auteur se soit prêté à lui-même les aventures d'autres bagnards.
- A. Cognat (1989) J'ai choisi d'être Indien. Éditions L'Harmattan.
- L. G. Damas (1938) Retour de Guyane. S. Poujols (Ed.). José Corti (Fiche de présentation, PDF, 4 pages).

### Documentaires
- L'Immigration chinoise aux Antilles et en Guyane, Auteur-Réalisateur Jil Servant, Auteurs Marie-George Thébia, Jeanne Yang-Ting, Production Diffusion Les Productions de la Lanterne, CIinquillo Films, RFO Guadeloupe, 2009, 104 min

#### Droit international
- Doctrine de la découverte, Terra nullius
- Savoirs traditionnels, Coutume
- Peuple autochtone, Droit des peuples autochtones (Déclaration des Nations unies sur les droits des peuples autochtones)
- Droit des peuples à disposer d'eux-mêmes

#### Histoire
- France équinoxiale (1612), Compagnie de Rouen (Guyane) (1633-1652)
- Compagnie de la France équinoxiale (1651)
- Indes hanauviennes (1669, Nouvelle-Allemagne), Compagnie néerlandaise des Indes orientales
- Liste des gouverneurs de Guyane, Liste des administrateurs coloniaux en Guyane
- Bagne de la Guyane française (1795-1953)
- Département de la Guyane (1797) (20 000 habitants en 1797)
- Occupation de la Guyane par l'armée luso-brésilienne (1809-1817)
- Dissidence (Antilles et Guyane) (1940-1943)
- Politique en Guyane, Anarchisme en Guyane
- Département français d'Amérique
- Colonisation, Décolonisation
- Traite négrière (commerce triangulaire)
- Études postcoloniales

#### Histoire et économie
- Exploitation aurifère en Guyane, orpaillage, garimpeiros, Montagne d'or (mine)
- Brasserie et Glacière de Guyane (ancienne brasserie: 1968-1986)
- Arrêté Guyane (1986-1987)
- Grève générale en Guyane et aux Antilles françaises en 2008-2009
- Mouvement social de 2017 en Guyane